# Pseudallodiscus
Pseudallodiscus är ett släkte av snäckor. Pseudallodiscus ingår i familjen Charopidae.
Kladogram enligt Catalogue of Life:
| Pseudallodiscus | \| \| Pseudallodiscus ponderi \| \| \| \| \| \| Pseudallodiscus tataensis \| \| \| \| |
|                 | \| \| Pseudallodiscus ponderi \| \| \| \| \| \| Pseudallodiscus tataensis \| \| \| \| |
|                 | Pseudallodiscus ponderi                                                               |
|                 |                                                                                       |
|                 | Pseudallodiscus tataensis                                                             |
|                 |                                                                                       |